# Schlacht am Rich Mountain
Philippi Races – Rich Mountain – Kesslers Cross Lanes – Carnifex Ferry – Cheat Mountain – Greenbrier River – Camp Allegheny
Die Schlacht am Rich Mountain fand am 11. Juli 1861 während des Sezessionskrieges in den Bergen des westlichen Virginias statt und endete mit einem Sieg der Unionstruppen.
Generalmajor McClellan, der Befehlshaber im Wehrbereich Ohio, hatte zwei Aufgaben zu erfüllen – die Loyalität der westlichen Countys Virginias sicherzustellen und den Betrieb der Baltimore & Ohio Eisenbahnlinie aufrechtzuerhalten.
Nach der Flucht aus Philippi verteidigten sich die Konföderierten an zwei Pässen über den Laurel Hill im Norden und den Rich Mountain entlang des Staunton-Parkersburg Turnpikes im Süden.
McClellan hatte sich dem Pass über den Rich Mountain bis auf drei Meilen genähert. Ihm gegenüber lag Oberstleutnant John Pegram im Camp Garnett, der von seinen 1300 Soldaten und vier Kanonen 310 Mann und eine Kanone auf die Passhöhe abgestellt hatte, um einem Angriff von hinten zu begegnen. McClellan schob trotz seiner Überlegenheit den Angriff auf das Camp Garnett hinaus und ließ sich von Brigadegeneral Rosecrans zu einem Flankenangriff auf die Passhöhe überreden.
Am frühen Morgen des 11. Juli setzte sich Rosecrans mit 2000 Soldaten in Marsch. Die Nordstaatler überraschten zwar die kleine Südstaatentruppe auf dem Pass, trotzdem gelang es dieser, Rosecrans zwei Stunden aufzuhalten und anschließend auszuweichen. In der darauffolgenden Nacht gab Pegram das Camp Garnett kampflos auf. Gleichzeitig wichen die konföderierten Truppenteile auf dem Laurel Hill unter Brigadegeneral Robert Selden Garnett, ohne ernsthaft bedrängt worden zu sein, ebenfalls aus, um nicht umgangen zu werden.
Am Morgen des 12. Juli 1861 betrat Rosecrans das Camp Garnett von hinten und meldete General McClellan den Abzug der Konföderierten. Den Nordstaatlern gelang es am 13. Juli, eine große Anzahl von Südstaatlern bei Corricks Ford gefangen zu nehmen und deren Versorgungskolonne zu erbeuten. Dabei fiel Brigadegeneral Garnett als erster General des Bürgerkrieges. Damit waren die Kämpfe in den westlichen Bergen Virginias zunächst beendet.
McClellan meldete diesen Sieg als großen Erfolg nach Washington und gründete damit seinen Ruf als siegreicher Feldherr. Aber bereits hier zeigten sich seine großen Stärken und Schwächen:
- überragende Organisationsfähigkeit
- strategischer Planer
- tendenzielle Überschätzung des Gegners
- Übervorsichtigkeit.

Zwei Jahre nach der Schlacht am Rich Mountain wurde West Virginia der 35. Staat der Vereinigten Staaten von Amerika.